# آرلیس هاوارد
آرلیس هاوارد (انگلیسی: Arliss Howard؛ زادهٔ ۱۸ اکتبر ۱۹۵۴) یک هنرپیشه، کارگردان، و تهیه‌کننده اهل ایالات متحده آمریکا است.
از فیلم‌ها یا برنامه‌های تلویزیونی که وی در آن نقش داشته‌است می‌توان به جهان گمشده: پارک ژوراسیک، غلاف تمام‌فلزی، آمیستاد، تولد، به وانگ فو، بیدار شدن، طلوع خورشید تکیلا، مردان ترک نمی‌کنند، لباس ساده، شیطان کوچک‌تر و کریس کراس اشاره کرد.